# 阿沙芬堡县
阿沙芬堡县（Landkreis Aschaffenburg）是德国巴伐利亚州面积最大的县，隶属于下法蘭克尼亞行政區，首府阿沙芬堡。

## 華語譯名
由於兩岸對於德國行政區「Landkreis」翻譯的不同，台灣稱為「阿沙芬堡郡」；中國大陸稱為「阿沙芬堡縣」。

## 地理
阿沙芬堡县北面与黑森州的美因-金齐希县，东面与美因-施佩萨特县，南面与米尔滕贝格县和阿沙芬堡市，西面与黑森州的达姆施塔特-迪堡县和奥芬巴赫县相邻。